# L. Mahadevan

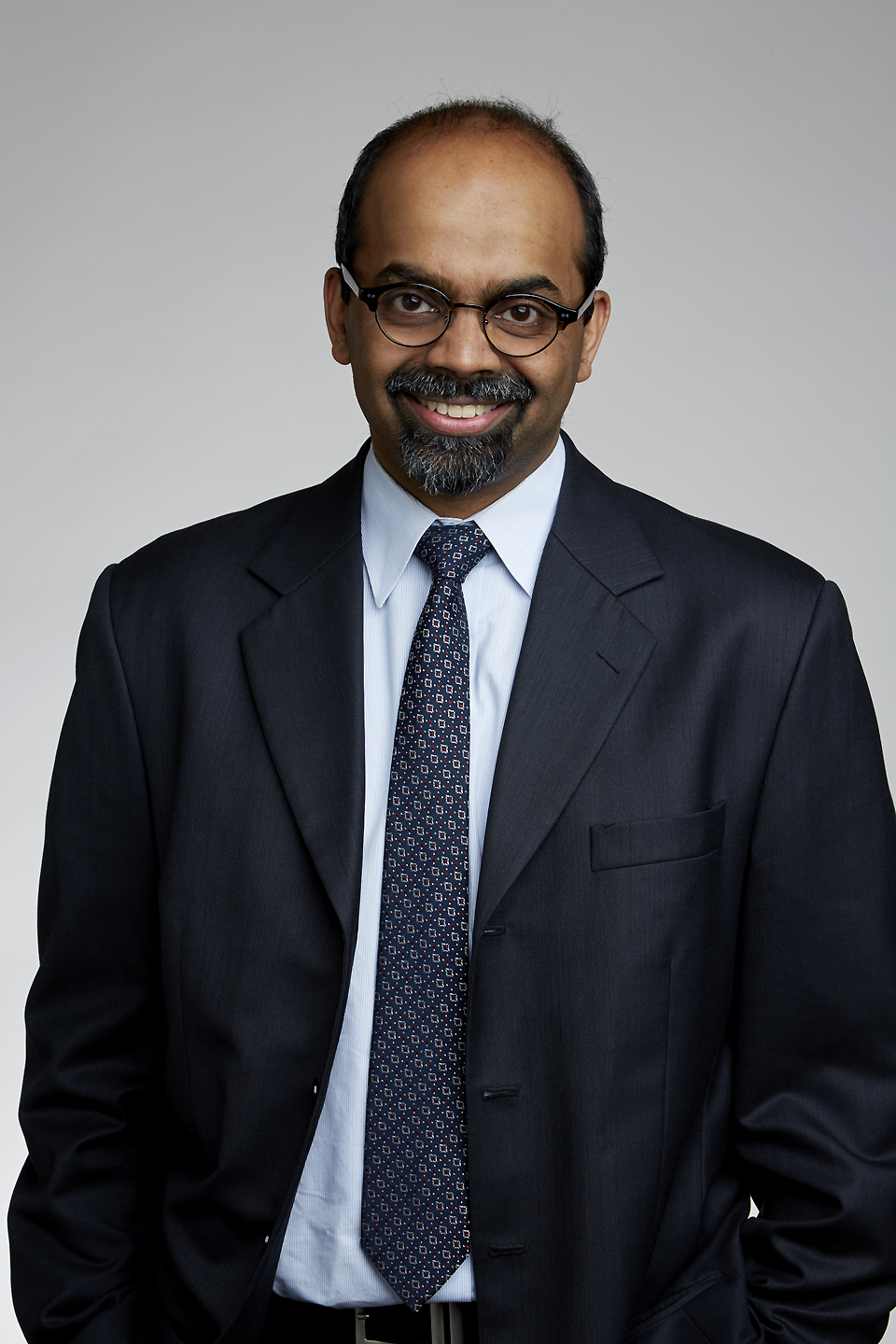
L. Mahadevan

L. Mahadevan (Lakshminarayanan Mahadevan; * 1965) ist ein indischer angewandter Mathematiker, Biologe und Ingenieur.
Mahadevan studierte Ingenieurwesen am Indian Institute of Technology in Madras (Bachelor 1986) und der University of Texas at Austin (Master-Abschluss 1987). Er wechselte dann zur Mathematik mit Master-Abschluss an der Stanford University 1992. 1995 wurde er dort bei Joseph B. Keller promoviert. Danach war er Assistant Professor und später Associate Professor am Massachusetts Institute of Technology (MIT) in der Fakultät für Maschinenbau. Ab 2001 war er an der Universität Cambridge Schlumberger Professor of complex physical systems und Fellow des Trinity College. Ab 2003 war er sowohl Professor für Angewandte Mathematik (Lola England de Valpine Professor) als auch in der Fakultät für Biologie an der Harvard University, sowie in der Abteilung Systembiologie an der Harvard Medical School. Er ist dort am Wyss Institut und am Kavli-Institut für Bionano Science.
Seit 2004 ist er auch regelmäßig Gastprofessor an der Universität Oxford  und Wissenschaftler an der Woods Hole Oceanographic Institution. Er war außerdem Gastwissenschaftler an der École normale supérieure (ENS), der Universität Nizza und der Universität Marseille, der University of Chicago (bei Leo Kadanoff), der University of California, Berkeley (als Miller Professor), am National Center for Biological Sciences des Tata Instituts in Bangalore und der University of Illinois at Urbana-Champaign.
Mahadevan befasst sich insbesondere mit mathematischen Fragen der Biomechanik und biologischen Form (wie Pflanzenblätter, Insektenflügel). Er wendet dies unter anderem im Design von Prothesen an und untersuchte so verschiedene Phänomene wie das Flattern von Fahnen im Wind, das Zuschnappen von Venusfliegenfallen, Bewegung in der Morphogenese, die Wechselwirkung von biochemischen und mechanischen Eigenschaften bei Biopolymeren oder das Schrumpfen der Haut.
2000 erhielt er den Edgerton Award des MIT und den George Ledlie Preis in Harvard. 2006 war er Guggenheim-Stipendiat und 2009 MacArthur Fellow. 2001 hatte er die Condorcet Professur an der ENS und hielt 2001 die G. I. Taylor Lecture der Cambridge Philosophical Society und 2003 die Alan Tayler Lecture in Oxford. 2016 wurde er zum Mitglied der Royal Society gewählt, 2023 zum Mitglied der American Academy of Arts and Sciences. Für 2024 wurde Mahadevan der Weldon Memorial Prize zugesprochen.